# Troublemaker (canção de Olly Murs)
"Troublemaker" é uma canção gravada pelo cantor inglês Olly Murs, lançada como o primeiro single de seu terceiro álbum de estúdio, Right Place Right Time (2012). Apresenta o rapper americano Flo Rida. "Troublemaker" foi co-escrita por Olly Murs, Steve Robson, Claude Kelly e Flo Rida e foi produzido por Robson. A canção estreou em 8 de outubro de 2012, no Reino Unido, na estação de rádio FM da Capital e foi disponibilizada para download em 12 de outubro em outros países. "Troublemaker" foi um sucesso comercial. No Reino Unido, a canção estreou no topo da UK Singles Chart, tornando-o quarto single de Murs para alcançar o número um e seu primeiro a passar mais de uma semana no topo.

## Antecedentes e lançamento
"Troublemaker" foi escrito por Murs juntamente com Claude Kelly e Steve Robson, com quem ele também escreveu seus singles anteriores. Liricamente Murs disse que a canção é sobre "aquela garota especial que não pode apertar, mesmo se você souber que deveria, pois convenhamos, ela tem seu lado selvagem."

"Troublemaker" foi lançado no Reino Unido, em 8 de outubro de 2012 na rádio Capital FM.  A estreia foi seguida por um vídeo lírico, que foi Postado na conta do Vevo de Murs. Em uma festa de lançamento do álbum, Murs revelou que "Troublemaker" foi originalmente escolhida para ser o segundo single do álbum com "Army of Two" sendo o primeiro single, mas essa ideia foi cancelada devido ao trabalho de Murs na América.

## Composição
"Troublemaker" é uma canção pop com duração de 3m6s, que contém influências do Soul. A Faixa também foi comparada com trabalhos da banda Maroon 5.

## Performance comercial
No Reino Unido, "Troublemaker" estreou no número 1, com 121 mil cópias vendidas, na semana de 2 de dezembro de 2012.
Estreou no número 19, na Austrália, na semana de 9 de dezembro de 2012, se tornando a segunda maior estreia da semana.
Estreou na Billboard Hot 100 na semana de 24 de janeiro de 2013, no número 87, e continuou subindo a cada semana, até chegar a seu pico de 25, tornando essa, a canção de maior posição de Murs nessa tabela. Já vendeu mais de 1 milhão de cópias nos Estados Unidos, até maio de 2013. 